# Synoza cornutiventris
Synoza cornutiventris är en insektsart som beskrevs av Günther Enderlein 1918. Synoza cornutiventris ingår i släktet Synoza och familjen Carsidaridae. Inga underarter finns listade i Catalogue of Life.